# Ветковская хлопкопрядильная фабрика
Ве́тковская хлопкопрядильная фабрика (бел. Веткаўская бавоўнапрадзільная фабрыка) — белорусская текстильная компания, располагавшаяся в городе Ветка Гомельской области. В 2019 году признана банкротом и ликвидирована.

## История
В 1948—1950 годах в Ветке была создана артель «Красный текстильщик» (бел. Чырвоны тэкстыльшчык). В 1960 году артель преобразована в хлопкопрядильную фабрику. В 1986 году проведено расширение фабрики. Предприятие производило крученую хлопковую пряжу и суровую пряжу. Фабрика входила в концерн «Беллегпром». В конце 2000-х — начале 2010-х годов фабрика была модернизирована. Фабрика пребывала в сложном положении, допускала задержки по выплате зарплаты. В 2014 году производство на фабрике было остановлено, в 2015 году часть помещений фабрики арендовали гомельское швейное ОАО «8 марта» и Барановичский хлопчатобумажный комбинат БПХО. В 2019 году ОАО «Ветковская хлопкопрядильная фабрика» была признана банкротом и ликвидирована.